# Dörr (Familienname)
Dörr oder Doerr ist ein mitteleuropäischer Familienname.

## Namensträger

### A
- Adolf Dörr (1816–1868), deutscher Schriftsteller
- Alexander Dörr (* 1956), deutscher Maler
- Alois Dörr (1911–1990), "Kommandoführer" des Frauenlagers Helmbrechts des KZ Flossenbürg
- Angela Dörr (* 1985), deutsche Biochemikerin
- Anika Dörr (* 1994), deutsche Badmintonspielerin
- Anna Lena Dörr (* 1981), deutsche Hörfunk- und Fernsehmoderatorin
- Anthony Doerr (* 1973), US-amerikanischer Schriftsteller
- August von Doerr (1846–1921), deutscher Genealoge, Heraldiker und Landwirt

### B
- Ben Dörr (* 2005), deutscher Automobilrennfahrer
- Benjamin Doerr (* vor 1972), deutscher Informatiker und Hochschullehrer
- Bernd Dörr (* 1965/66), deutscher Unternehmer
- Bernhard Dörr (* 1963), deutscher katholischer Theologe und Autor
- Bert Dörr (1920–1981), deutscher Maler
- Bobby Doerr (1918–2017), US-amerikanischer Baseballspieler
- Burckhard Dörr (* 1947), deutscher Politiker (LDPD, FDP), Volkskammerabgeordneter

### C
- Carl Dörr (Maler) (auch Carl Doerr, Karl Dörr; 1777–1842), deutscher Maler, Zeichner und Musiker
- Carl Ludwig Doerr (1887–1954), deutscher Politiker (NSDAP) und SA-Führer
- Christian Dörr (* 1967), deutscher Schriftsteller und Lehrer
- Christian Dörr (Sicherheitsforscher) (* 1980), deutscher Informatiker und Sicherheitsforscher
- Christoph Dörr (Politiker) (1901–1972), deutscher Politiker (FDP)
- Christoph Adam Dörr (1709–1788), deutscher Knopfmacher und Politiker, Bürgermeister von Tübingen
- Christoph Friedrich Dörr (1782–1841), deutscher Maler und Zeichenlehrer
- Claudia Dörr-Voß (* 1959), deutsche Verwaltungsjuristin, Staatssekretärin
- Claus Dörr (* 1947), deutscher Richter
- Cornelia Dörr (Schwimmerin) (* 1958), deutsche Schwimmerin
- Cornelia Dörr (Schauspielerin) (* 1977), deutsche Schauspielerin

### D
- Daniel Dörr (* 1983), deutscher Basketballspieler und -trainer
- Dieter Dörr (Jurist) (* 1952), deutscher Jurist
- Dieter Dörr (Wasserspringer) (* 1957), deutscher Wasserspringer

### E
- Eckhard Dörr (* 1946), deutscher Künstler
- Elisabeth Dörr (1931–2018), deutsche Heimatforscherin und Autorin
- Else Dörr (1896–1993), deutsche Keramikerin, Grafikerin und Ordensschwester
- Erhard Dörr (1926–2011), deutscher Botaniker
- Erich Johann Dörr (1862–nach 1940), deutscher Schriftsteller
- Ernst Dörr (1862–1945), Schweizer Chordirektor und Organist
- Eva Heran-Dörr (* 1966), deutsche Erziehungswissenschaftlerin, Psychologin und Hochschullehrerin für Grundschuldidaktik
- Evelyn Dörr (* 1964), deutsche Autorin und Regisseurin

### F
- Falk Dörr (1941–2021), deutscher Fußballspieler
- Ferdinand Dörr (1880–1968), deutscher Maler und Graphiker
- Friedrich Dörr (Autor) (1831–1907), deutscher Pädagoge und Herausgeber
- Friedrich Doerr (1874–?), deutscher Jurist
- Friedrich Dörr (Theologe) (1908–1993), deutscher Geistlicher, Theologe und Hochschullehrer
- Friedrich Dörr (Chemiker) (1921–2018), deutscher Chemiker
- Fritz Doerr (1858–1935), deutscher Lederfabrikant

### G
- Günter Dörr (Funktionär) (* 1932/33), deutscher Regierungsdirektor und ehem. Vorsitzender des Bundesverbands für körper- und mehrfachbehinderte Menschen
- Günter Dörr (1948–2010), deutscher Rechtsanwalt und Verleger, siehe Günter Freiherr von Gravenreuth
- Günter Dörr (Erziehungswissenschaftler) (* 1954), deutscher Erziehungswissenschaftler und Hochschullehrer
- Gustav Dörr (1887–1928), deutscher Jagdflieger

### H
- Hannah Dörr (* 1990), deutsche Regisseurin
- Hans Doerr (Generalmajor) (1897–1960), deutscher Generalmajor und Diplomat
- Hans Dörr (Mediziner, 1906) (1906–1992), deutscher Gynäkologe
- Hans Dörr (Heimatforscher) (1932–2018), deutscher Heimatforscher
- Hans Wilhelm Doerr (* 1945), deutscher Virologe
- Harald Dörr (1949–2016), deutscher Politiker (Bündnis 90/Die Grünen)
- Heinrich Peter Dörr (1770–1825), deutscher Landwirt, MdL Nassau
- Helene Dörr (1896–1988), österreichische bildende Künstlerin
- Helmuth-Günther Dörr (* 1952), deutscher Kinderendokrinologe, Diabetologe und Hochschullehrer
- Herbert Dörr (1924–2002), deutscher Architekt
- Hermann Dörr (1931–2008), deutscher Unternehmensgründer
- Hugolinus Dörr (1895–1940), deutscher Missionar und Opfer des Nationalsozialismus

### I
- Ignaz Dörr (1829–1886), deutscher Orgelbauer
- Ilona Dörr (* 1948), deutsche Politikerin (CDU)

### J
- Jacob Dörr (1803–1871), hessischer Offizier und Abgeordneter
- Jakob Dörr (Politiker, 1799) (1799–1868), deutscher Politiker, MdL Baden
- Jakob Dörr (Politiker, 1884) (1884–1971), deutscher Politiker, MdL Württemberg-Baden
- Jakob Friedrich Dörr (Maler) (1750–1788), württembergischer Maler
- Jakob Friedrich Dörr (Politiker) (1787–1833), württembergischer Politiker, MdL Württemberg
- Johann Baptist Doerr (1811–1892), deutscher Unternehmer
- Johann Jakob Dörr (1777–1846), badischer Gastwirt und Politiker
- Johannes Dörr (1912–1999), deutscher Informatiker und Hochschullehrer
- John Doerr (* 1951), US-amerikanischer Manager
- Josef Doerr (1914–1999), deutscher Maler und Organist
- Josef Dörr (* 1938), deutscher Lehrer und Politiker (AfD)
- Julius Dörr (1850–1930), deutscher Autor

### K
- Karl Doerr (Richter) (1809–1868), deutscher Richter und Politiker, Großherzogtum Hessen
- Karl Dörr (Politiker, 1870) (1870–1943), deutscher Politiker (BLB), MdL Baden
- Karl Dörr (Mörder) (1896–1937), österreichischer Mörder
- Karl Doerr (Journalist) (1898–1951), deutscher Journalist
- Karl Dörr (Politiker, 1949) (* 1949), deutscher Politiker (SPD), MdL Hessen
- Karl Heinz Dörr (1920–1986), österreichischer Komponist und Musiker
- Karsten Dörr (* 1964), deutschsprachiger Schauspieler
- Kathrin Dörr (* vor 1969), deutsche Physikerin und Hochschullehrerin
- Klaus Dörr (* 1961), deutscher Theaterfunktionär

### L
- Lambert Dörr (1936–2017), deutscher Ordensgeistlicher, Benediktinerabt in Tansania
- Lore Doerr-Niessner (1920–1983), deutsche Malerin und Bildhauerin
- Ludwig Doerr (1925–2015), deutscher Organist

### M
- Margarete Dörr (1928–2014), deutsche Geschichtsdidaktikerin
- Marianne Dörr (* 1960), deutsche Bibliothekarin
- Marianne Dörr (Ruderin), deutsche Ruderin (siehe Deutsches Meisterschaftsrudern 1963)
- Max Dörr (1886–1929), deutscher Politiker (KPD)

### N
- Nikolas Dörr (* 1979), deutscher Historiker und Politologe

### O
- Oliver Dörr (* 1964), deutscher Jurist und Hochschullehrer
- Otto Dörr (1831–1868), deutscher Maler

### P
- Paul Dörr (1892–1965), deutscher Maler
- Peter Dörr (* 1952), deutscher Komponist und Produzent

### R
- Rainer Dörr (* 1955), deutscher Fußballspieler und -trainer
- Richard-Eugen Dörr (1896–1975), deutscher Ingenieur, Chemiker und Industrieller
- Robert Doerr (1871–1952), Schweizer Mediziner
- Rolf Dörr (* um 1954), deutscher Physiker und Wirtschaftsmanager
- Rudolf Dörr (1928–2010), deutscher Verwaltungsbeamter

### S
- Samuel Dörr (1824–1911), österreichischer Verwaltungsbeamter

### V
- Volker C. Dörr (* 1966), deutscher Germanist

### W
- Walter Dörr (1925–2013), deutscher Elektroingenieur, Hochschullehrer und Politiker
- Walther Dörr (1879–1964), deutscher Verwaltungsjurist und Politiker
- Wilhelm Dörr (1881–1955), deutscher Leichtathlet, siehe Willy Dörr
- Wilhelm Dörr (Politiker) (1882–1954), deutscher Luftschiffkonstrukteur und Politiker (DemP, FDP)
- Wilhelm Doerr (1914–1996), deutscher Pathologe
- Wilhelm Dörr (SS-Mitglied) (1921–1945), deutscher SS-Oberscharführer
- Willy Dörr (1881–1955), deutscher Leichtathlet
- Wolfgang Dörr (1959–2019), deutscher Veterinärmediziner, Radiologe und Hochschullehrer